# Pseudo-nitzschia multistriata
Espèce
Synonymes
Nitzschia multistriata Takano, 1993
Pseudo-nitzschia multistriata est une espèce de diatomées de la famille des Bacillariaceae. 
La localité type de l’espèce est au Japon.